# 아치 한
찰스 아치볼드 "아치" 한 (Charles Archibald "Archie" Hahn, 1880년 11월 14일 ~ 1955년 1월 21일)은 미국의 육상 선수이며, 20세기 중 가장 뛰어났던 달리기 선수로 손꼽힌다.
위스콘신주 닷지빌에서 태어난 한은 1903년 미국과 캐나다 선수권 대회에서 우승한 뒤 미시간 대학교에서 활동했다. 한편 그는 유럽 선수들이 저조하게 참가했던 세인트루이스에서 열린 1904년 하계 올림픽의 강력한 우승 후보들 중 하나였다.
이번 대회에서 그가 참가했던 첫 경기인 60m 경기에서 한은 빠르게 출발해 우승했고, 이는 그가 출전하는 나머지 경기 (100m, 200m)의 강력한 우승 후보선수가 되도록 만들었다. 비록 코스가 일직선이어서 그가 유리하게 되긴 했지만, 그는 200m 결승전에서 금메달과 함께 좋은 기록을 세웠다. 세 번째 경기에서 그는 다시 한 번 모든 선수들을 따돌렸고, 따라서 모든 달리기 경주에서 우승하게 되었다.

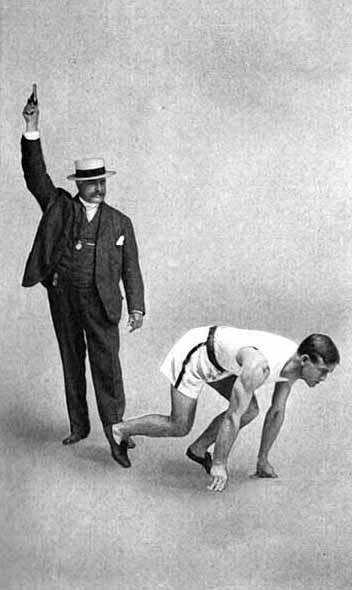
1904년의 아치

1906년, "밀워키의 유성"은 다시 한번 아테네에서 열린 올림픽의 100m 경기에서 우승을 차지했는데, 이 기록은 (비록 벤 존슨의 실격된 기록 다음이긴 하지만) 1988년 하계 올림픽에서 칼 루이스가 더 높은 기록을 세울 때까지 깨지지 않았다.
육상선수를 은퇴한 뒤 아치 한은 코치가 되었고 《전력질주 하는 법》이란 저서를 쓰기도 했다. 아치는 버지니아 대학교 캐빌리어스를 13년 동안 12주 챔피언십에서 코치를 맡았다. 그는 1955년 버지니아주 샤를로츠빌에서 사망했다.
그는 1959년 위스콘신 육상 명예의 전당에 이름을 올렸다.
한은 1984년에 미시간 대학교 육상 명예의 전당, 1991년부터는 버지니아 스포츠 명예의 전당에 임명되었다.